# Spółgłoska półotwarta wargowo-miękkopodniebienna
Spółgłoska półotwarta wargowo-miękkopodniebienna – rodzaj dźwięku spółgłoskowego, reprezentowany w transkrypcji fonetycznej IPA i X-SAMPA symbolem [w] (w slawistycznym alfabecie fonetycznym symbolem [u̯ ]). Głoska ta jest niesylabicznym odpowiednikiem samogłoski [u].

## Artykulacja
- powietrze jest wydychane z płuc – jest to spółgłoska płucna egresywna
- podniebienie miękkie i języczek blokują wejście do nosa – jest to spółgłoska ustna.
- tylna część języka zbliża się do podniebienia miękkiego, a wargi są zaokrąglone – jest to labializowana spółgłoska miękkopodniebienna
- odległość między biernymi i czynnymi artykulatorami nie jest na tyle mała, by wywołać turbulentny przepływ powietrza – jest to spółgłoska półotwarta.
- powietrze przepływa nad środkową częścią języka – jest to spółgłoska środkowa
- więzadła głosowe drżą – jest to spółgłoska dźwięczna.

## Przykłady
- w języku polskim: łapa ['wapa] (w wymowie większości Polaków).

Historyczną wymowę [ɫ] można współcześnie usłyszeć jedynie u mieszkańców wschodniej Polski i Wileńszczyzny, a także aktorów starszego pokolenia.
- w języku angielskim: weather [ˈwɛðəɹ], „pogoda”
- w języku arabskim: ﻭﺭﺩ [wærd], „róże”
- w języku francuskim: oui [wi], „tak”
- w języku białoruskim: заўтра/zaŭtra [zawtra], „jutro"